# Asura assamica
Asura assamica là một loài bướm đêm thuộc phân họ Arctiinae, họ Erebidae.